# Општина Лунка Корбулуј (Арђеш)
Лунка Корбулуј (рум. Lunca Corbului) општина је у Румунији у округу Арђеш.
Oпштина се налази на надморској висини од 235 m.